# 7066 Nessus

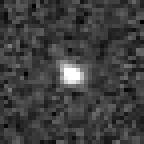
7066 Nessus

7066 Nessus eller 1993 HA2 är en centaur-asteroid som korsar Uranus och Neptunus omloppsbanor. Den upptäcktes av David L. Rabinowitz som en del av Spacewatchprojektet vid Kitt Peak-observatoriet 1993. Inom grekisk mytologi var Nessos den kentaur som indirekt orsakade Herakles död.
Centaurers omloppsbanor anses som instabila på grund av att de har hela eller delar av sin omloppsbana bland gasjättarna och kan påverkas av deras gravitation. Den beräknade halva livslängden för Nessus nuvarande omloppsbana beräknas till 4,9 miljoner år.